# 鬚腕科
西伯加蟲科（學名：Siboglinidae）是动物界環節動物門多毛綱纓鰓蟲目之下的一個科。本科物種包括原來鬚腕动物门（Pogonophora）及前庭動物門（Vestimentifera）的所有物種合共約100個物種单体管栖蠕虫状动物，埋藏於100米到10公里水深的深海的沉積物中，但亦偶或见于浅海。
圆筒状身体，一般分前体、中体和后体，各有体腔和体腔管；血液系统完整，背部腹部各有一条主血管，腹血管前有心脏和围心腔，闭管循环系；雌雄异体，生殖腺位于后体。是所发现的惟一没有嘴巴和消化管的非寄生性动物，鬚腕动物其下生出触手一条或多条，触手两侧多羽状鬚，故名。触手中空，体腔和血管通入其中，有呼吸、循环或摄取养料的功能。
跟其他管觸鬚下綱的物種一樣，本科物種均沒有牙或下顎，但觸肢上的開槽和纖毛已經消失。
表皮外有角质层，它的微观结构和其他环节动物的一致。它们身体末端的钩型刚毛用于固定身体。身体有两体节，各拥有一对体腔。
它们生活在10到20摄氏度水温的海水中。与化能无机营养菌或甲基营养菌形成共生。

## 分類
- 食骨蠕蟲屬 Osedax
- 繫帶類 Frenulata[5]
  - 布腕蟲屬 Birsteinia
  - Bobmarleya[8]
  - 綠鬚蟲屬 Choanophorus
  - 粗腕蟲屬 Crassibrachia
  - 環腕蟲屬 Cyclobrachia
  - 雙鰓蟲屬 Diplobrachia
  - 嘎拉帖蟲屬 Galathealinum
  - 七腕蟲屬 Heptobrachia
  - 瓣形纓腕蟲屬 Lamellisabella
  - 蠶鬚蟲屬 Nereilinum
  - 寡腕蟲屬 Oligobrachia
  - Paraescarpia[9]
  - 多腕蟲屬 Polybrachia
  - 擬西伯加蟲屬 Siboglinoides
  - 西伯加蟲屬 Siboglinum
  - 管腕蟲屬 Siphonobrachia
  - 旋腕蟲屬 Spirobrachia
  - 單腕蟲屬 Unibrachium
  - Volvobrachia[10]
  - 津氏蟲屬 Zenkevitchiana
- 硬鬚蟲屬 Sclerolinum[5]
- 深海熱泉管蟲[5]
  - 阿萊亞蟲屬 Alaysia
  - Arcovesia
  - Escarpia
  - 羽織蟲屬 Lamellibrachia
  - Oasisia
  - Ridgeia
  - 巨型管蟲屬 Riftia
  - Tevnia